# Jammin'
Jammin' is een videospel voor de Commodore 64. Het spel werd uitgebracht in 1983. Het spel werd geprogrammeerd door 	Tony Gibson en Mark Harrison. De muziek is van de hand van Mark Harrison.